# Protopterus dolloi
Espèce
Statut de conservation UICN

 LC  : Préoccupation mineure
Protopterus dolloi est une espèce de poissons osseux d'eau douce, un dipneuste de la famille des Protopteridae. Ce poisson et sa larve dotée de branchies hypertrophiées sont capables de vivre dans des eaux assez chaudes et peu oxygénées. L'adulte peut estiver dans la vase au fond des étangs asséchés.

## Description
Son corps anguilliforme, de section ovale, est puissant. Sa couleur brunâtre mouchetée de taches plus foncées le rend peut-être moins visible par ses proies ou pour ses prédateurs.
Ses nageoires dorsales et anales sont élargies en lame de couteau, alors que les pectorales sont en forme de filament ; les yeux sont inhabituellement petits pour un poisson, et ils sont bleus.

## Mode de vie
Doté d'un organe respiratoire particulier, il peut passer la saison sèche en estivation, enfoui et enroulé en boule dans la boue, entouré d'une sorte de cocon de mucus qui durcit en séchant, le protégeant de la déshydratation. Il survit ainsi jusqu'à la saison des pluies.

La femelle pond dans un nid sur le fond, et que le mâle défend.

Un de ses prédateurs terrestres est le Bec en sabot du Nil (Balaeniceps rex) qui fréquente les mêmes habitats.
Ce poisson peut survivre dans une eau acide, et présente la curieuse propriété d'être capable de fortement acidifier son environnement, ce qui pourrait être lié à sa manière d'excréter ses déchets azotés

## Habitat
Eaux lentes ou stagnantes riches en végétaux aquatiques.

## Alimentation
Cette espèce est carnivore. Elle se nourrit d'invertébrés et poissons happés en pleine eau ou dans le substrat que le poisson fouille.

## Distribution
- En Afrique : Cuvette-Centrale congolaise, Bas-Congo et Bas-Kwilu ; Gabon (Ogooué, lacs de Lambaréné).